# Nizamat-i-Shimal
Nizamat-i-Shimal fou una divisió administrativa del Principat de Bhopal amb una superfície de 3.670 km² i una població de 204.445 habitants (1901). Estava regada pel Parbati i pels afluents del Betwa. La ciutat de Bhopal estava dins el nizamat però formava un districte especial. L'altra ciutat destacada era Berasia que era la capital. Hi havia 842 pobles. L'entitat estava dividida en sis tahsils:
- Berasia
- Islamnagar
- Devipura
- Diwanganj
- Duraha,
- Nazirabad

## Història
Sota l'imperi mogol formava part del sarkar de Raisen a la suba de Malwa. Vers el 1709 Dost Muhammad Khan va obtenir la pargana de Berasia de l'emperador Bahadur Xah I en aquest territori i fou la base sobre el qual va edificar més tard l'estat de Bhopal. A Islamnagar hi ha un fort construitat per Dost Muhammad el 1716 que fou la seva principal fortalesa encara reforçada per Baiji Ram, ministre de Nawab Faiz Muhammad. El fort fou ocupat per Sindhia el 1806 i el va conservar fins al 1817 quan per tractat fou restaurat a Bhopal. Al final del segle XVIII Barasia fou capturada pel cap maratha de Dhar, i després entre 1821 i 1835 va estar sota domini britànic però retornada a Dhar. Després de la rebel·lió del 1857, el territori fou confiscat i el 1860 cedit a Bhopal que havia estat lleial.